# Inundaciones en el suroeste de los Estados Unidos de septiembre de 2023
En un período de tres días, del 1 al 3 de septiembre de 2023, se produjeron inundaciones como parte de una temporada de monzones estacionales en partes del suroeste de los Estados Unidos, incluidos California, Nevada, Arizona, Utah y el valle de Las Vegas. El terreno embarrado durante el festival Burning Man dejó varadas a más de 70 000 personas.

## Sinopsis meteorológica
A lo largo del desierto del suroeste de Estados Unidos, se desarrollaron lluvias y tormentas eléctricas a medida que se dirigían hacia el norte por un flujo casi unidireccional, que estaba situado entre un área de baja presión en California y una cresta de alta presión en retirada al este de la baja. El flujo hacia el sur entre las crestas de baja y alta presión provocó que la humedad fuera impulsada hacia el norte, los valores de energía potencial convectiva disponible en la superficie de 1000 a 2000 j/kg produjeron condiciones para sistemas convectivos productores de fuertes lluvias y ondas cortas débiles combinadas con cizalla entre 25-35 nudos (29-40 mph; 46-65 km/h; 13-18 m/s) al también proporcionó desarrollo de tormentas. El 1 de septiembre, el Centro de Predicción Meteorológica también declaró en un debate sobre precipitaciones de mesoescala que era posible que se produjeran rondas repetidas de tormentas eléctricas en todo el suroeste de los Estados Unidos.

## Impacto

### Nevada

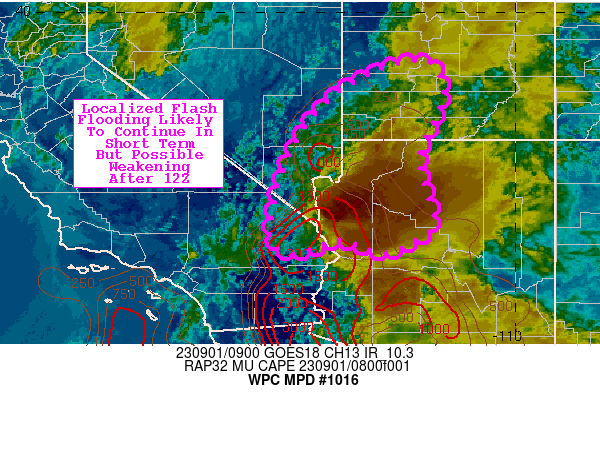
Una discusión sobre precipitación de mesoescala sobre inundaciones en el suroeste de Estados Unidos el 1 de septiembre de 2023, publicada por el Centro de Predicción Meteorológica.

La Interestatal 15 cerca de la frontera entre California y Nevada y al sur de Jean se cerró debido a las inundaciones. Se produjeron al menos 24 rescates acuáticos y más de 30 vehículos se sumergieron en las aguas de la inundación mientras los equipos de Las Vegas Fire & Rescue ayudaron con los esfuerzos de búsqueda y rescate. Una muerte, posiblemente debido a ahogamiento por las inundaciones, ocurrió cerca de Las Vegas en West Valley, Nevada. Un aguacero también retrasó temporalmente un partido de fútbol americano universitario UNLV – Bryant en el Allegiant Stadium. Partes del Las Vegas Strip se inundaron, incluido un canal fuera de The Linq, ya que la ciudad de Las Vegas estaba bajo advertencia de inundación repentina. El Departamento de Transporte de Nevada cerró los carriles de circulación en la Ruta Estatal de Nevada 447.
Se produjeron más de 4000 cortes de energía y se cancelaron 108 vuelos, junto con 673 vuelos retrasados en el Aeropuerto Internacional Harry Reid.

#### Burning Man
Las lluvias torrenciales inundaron el festival Burning Man, que estuvo cerrado durante el resto del evento programado después, ya que las tormentas también inundaron el desierto de Black Rock. Diplo y Chris Rock, que asistieron al festival, huyeron 5-6 millas (8-9,7 km) desde el recinto del festival a través del barro provocado por las inundaciones. El barro en las carreteras cercanas al festival cerró el tráfico de vehículos y dejó varadas al menos a 73 000 personas una vez finalizado el festival. Según el sheriff del condado de Pershing, Jerry Allen, algunos vehículos han causado daños en la playa. Allen instó a los asistentes a evitar salir del festival en coche. El evento de la «quema del Hombre» del festival se retrasó y una persona murió. El ex procurador general interino Neal Katyal recorrió seis millas (10 km) en caminata, describiendo el viaje como «desgarrador».

### California
Más de 12 rescates acuáticos ocurrieron en el condado de Imperial, ya que varias carreteras en ese condado también fueron cerradas debido a los escombros y las inundaciones. Se cerraron partes de la Ruta Estatal de California 78 en el Valle de Imperial, y la Patrulla de Caminos de California, el sector de San Diego de la Guardia Costera de Estados Unidos y el Departamento de Bomberos del Condado de Imperial ayudaron con las operaciones de rescate por inundaciones. Más de 4 pulgadas (101,6 mm) cayó en partes del condado de Imperial y al este de Palo Verde. También se produjeron cierres de carreteras en el Valle de Coachella, y el Departamento de Manejo de Emergencias del Condado de Riverside coordinó con numerosos departamentos de manejo de emergencias para abordar los daños y las preocupaciones.

### Arizona
Varias calles se inundaron en un vecindario de Yuma cuando la ciudad recibió hasta 4 pulgadas (101,6 mm) en dos horas. Los condados de Yuma, Mohave, Pima y La Paz estaban bajo advertencia de inundación repentina y se informó de una nube en forma de embudo cerca de San Luis. Las ciudades del oeste de Arizona, incluidas Kingman, Bullhead City y Fort Mohave, también estaban bajo advertencias de inundaciones repentinas.

### Utah
Los deslizamientos de tierra obligaron a cerrar partes de la Ruta 6 de los EE. UU y la Ruta 191 de los EE. UU. en el condado de Carbónn. Se emitieron advertencias de tormentas severas para partes del oeste de Utah.